# Terry Butcher
Terence Ian „Terry“ Butcher (* 28. Dezember 1958 in Singapur) ist ein englischer Fußballtrainer und ehemaliger Fußballspieler.

## Leben
Der 1,92 m große Innenverteidiger Butcher war nicht berühmt für sein fußballerisches Können, dennoch zählte er zu Englands solidesten Abwehrspielern. Er begann seine Profilaufbahn 1978 bei Ipswich Town und erreichte mit dem Club gleich im ersten Jahr das Viertelfinale im Europapokal der Pokalsieger, was sie jedoch gegen den FC Barcelona verloren. 1981 wurde er mit Ipswich UEFA-Pokal-Sieger gegen den niederländischen Vertreter AZ Alkmaar. Auf dem Weg ins Endspiel bezwang Ipswich den 1. FC Köln im Halbfinale. Ein Jahr später nahm er mit der englischen Fußballnationalmannschaft an der Fußball-Weltmeisterschaft 1982 in Spanien teil.
Nach seiner Teilnahme an der Fußball-Weltmeisterschaft 1986 in Mexiko, wo England im Viertelfinale ausschied, wechselte Butcher von Ipswich nach Schottland zu den Glasgow Rangers. Nachdem er nicht an der Fußball-Europameisterschaft 1988 in Deutschland teilgenommen hatte, kehrte er noch einmal ins englische Nationalteam zurück. Er nahm an den Qualifikationsspielen zur Fußball-Weltmeisterschaft 1990 in Italien teil. Legendär war sein Auftritt beim entscheidenden Qualifikationsspiel gegen Schweden in Schweden, als er mit extrem blutender Platzwunde und blutdurchtränktem Shirt auf Grund seiner Kämpfernatur das ganze Spiel durchhielt und dazu eine grandiose Leistung bot. Auch war er sich trotz der Verletzung nicht zu schade, jeden Kopfball in Angriff zu nehmen. Bei der Fußball-Weltmeisterschaft 1990 in Italien wurde England Vierter, das beste Ergebnis seit der Fußball-Weltmeisterschaft 1966. Insgesamt nahm Butcher von 1980 bis 1990 an 77 Länderspielen teil, in denen er drei Tore schoss. In sieben Spielen war er Mannschaftskapitän der Nationalmannschaft.
Seine Karriere beendete er in der Saison 1992/93 beim FC Sunderland. Heute ist er hauptamtlicher Trainer des schottischen Premier League Clubs Inverness Caledonian Thistle. Zuvor hatte er mehrere Jahre den FC Motherwell und in Australien den Sydney FC trainiert und war als Assistent der schottischen Nationalmannschaft tätig.

## Erfolge

### Spieler
- UEFA-Cup-Sieger 1980/81 mit Ipswich Town
- Schottischer Meister: 1987, 1989, 1990 mit den Rangers
- Schottischer Pokalsieger 1986, 1988 mit den Rangers
- Aufnahme  in die Ruhmeshalle des schottischen Fußballs (Scottish Football Hall of Fame)
- WM-Vierter 1990

### Trainer
- Scottish First Division-Sieger 2009/10 mit Inverness Caledonian Thistle